# Echetla
Echetla era una città antica della Sicilia. Citata per la prima volta da Diodoro Siculo durante le guerre greco-puniche combattute tra Cartagine e Siracusa, governata allora da Agatocle (309 aC). Viene liberata dal generale akragantino Xenodico dal giogo siracusano, insieme a Leontinoi e Kamarina.
Polibio nelle sue Storie la menziona nell'ambito della prima guerra romano-punica, quando i Cartaginesi e i Siracusani assediano insieme Messina, nel 264 a.C.; citando lo storico Filino, lo storico dice che Echetla, assediata dai Romani, si trova al confine tra i domini siracusani e i domini cartaginesi. Dunque poiché il regno di Ierone II si estendeva fino alla chora di Leontinoi, è lecito pensare che Echetla si trovasse a ovest di Leontinoi, visto che la Sicilia Occidentale era in mano ai Cartaginesi.
Anche Diodoro Siculo menziona l'assedio di Echetla da parte dei Romani, che avendo perso molti soldati si ritirarono e tornarono a Messina.
Plinio il Vecchio la annovera fra le civitates stipendiariae, mentre Stefano di Bisanzio si limita a dire che i suoi abitanti si chiamano Echetlati (Echetlienses in latino).
La città è stata identificata da gran parte degli studiosi (Cluverius, Orsi) con il sito all'interno del parco archeologico di Occhiolà, nei pressi di Grammichele.